# Jaafar Jackson
Jaafar Jeremiah Jackson (* 25. Juli 1996 in Franklin, Louisiana) ist ein US-amerikanischer Sänger, Tänzer und Schauspieler. Er ist der Sohn von Jermaine Jackson und wurde für die Hauptrolle des Biopics Michael besetzt, in dem er seinen Onkel Michael Jackson spielt.

## Frühes Leben
Er wurde 1996 als Sohn von Jermaine Jackson und Alejandra Genevieve geboren. Im Alter von zwölf Jahren begann er zu singen und zu tanzen. Er hatte den Wunsch, Berufsgolfer zu werden. 2010, als er dreizehn Jahre alt war, wurde Jacksons Familie in Encino von der Polizei und Kinderschutzbeamten untersucht, nachdem er online einen Elektroschocker gekauft hatte.

## Karriere
Jackson hat Songs von Sam Cooke und Marvin Gaye gecovert. 2019 veröffentlichte er seine erste Single Got Me Singing. Er trat in Jackson-bezogenen Projekten wie The Jacksons: Next Generation und 2021 in Tito Jacksons Musikvideo Love One Another auf. Laut Empire hat er sich als talentierter Sänger und Tänzer in den sozialen Medien etabliert.
Nach einem zweijährigen Castingprozess wurde Jackson für die Hauptrolle seines Onkels Michael im Biopic Michael unter der Regie von Antoine Fuqua und im Vertrieb von Lionsgate besetzt. Michaels Mutter Katherine Jackson wurde zitiert, dass sie die Besetzung gutheiße.

## Privatleben
Jackson hat einen 2000 geborenen Bruder und eine Reihe von Halbgeschwistern aus früheren Beziehungen seiner Eltern. Seine Halbgeschwister mütterlicherseits sind auch seine Cousins väterlicherseits, da sie die Kinder seines Onkels Randy Jackson sind. Jackson sagte, dass er von seiner musikalischen Familie und von Künstlern wie Bruno Mars, Frank Sinatra und Stevie Wonder inspiriert wird.